# Chantemerle-lès-Grignan
Chantemerle-lès-Grignan este o comună în departamentul Drôme din sud-estul Franței. În 2009 avea o populație de 224 de locuitori.

## Evoluția populației
| An        | 1975 | 1982 | 1990 | 1999 | 2006 | 2009 |
| --------- | ---- | ---- | ---- | ---- | ---- | ---- |
| Populație | 94   | 114  | 180  | 177  | 214  | 224  |